# Туринский целлюлозно-бумажный завод
Туринский целлюлозно-бумажный завод (официальное наименование Акционерное общество «Туринский целлюлозно-бумажный завод», до 09.08.2019 Закрытое акционерное общество работников «Туринский целлюлозно-бумажный завод») — предприятие в городе Туринске Свердловской области, специализирующееся на производстве различных видов бумаги, целлюлозы, ДВП, полимерпесчаной плитки.

## История
В 1750 году по велению купца Осипа Коновалова на реке Таборинке под Туринском была основана Туринская бумажная мануфактура. Предприятие просуществовало почти 180 лет. В январе 1937 года было издано Постановление Народного комиссариата Обороны СССР о строительстве 6 бумажно-целлюлозных заводов в стране. На базе старой бумажной фабрики силами заключённых ГУЛАГа было построено новое предприятие, получившее название «Целлюлозный завод № 3 НКВД». 5 июня 1939 года на заводе была осуществлена первая варка целлюлозы. Изначально продукцией завода № 3 была исключительно целлюлоза, применявшаяся при изготовлении пороха в годы Великой Отечественной войны.
С началом Великой Отечественной войны производство перешло на режим военного времени. Ушедших на фронт мужчин-заводчан заменили женщины и подростки. Для приобретения трудовых навыков они прикреплялись к старым опытным работникам. Были отменены отпуска и выходные дни. К осени 1941 года завод перешёл на работу в смены, по 12 часов. К 1942 году сложилась новая структура завода: общий и плановый отделы, главная бухгалтерия, ОТК, коммерческий отдел, основное (целлюлозное) производство, паро-силовое хозяйство, механические мастерские, лесобиржа. Работники активно участвовали в помощи фронту, собирали деньги на строительство танков и самолётов, отправляли на фронт продукты и теплые вещи. За первые два года войны работники завода собрали для нужд РККА 25 тысяч рублей.
С 60-х годов XX века начались реконструкция и расширение завода. Производственные мощности по целлюлозе были увеличены в 2,5 раза, освоены производства писче-печатных сортов бумаги и кормовых дрожжей
В 1970-х годах было освоено производство твёрдых древесноволокнистых плит и бумажно-беловых изделий. Завод начал активное участие в жизни города Туринска и Туринского района.
Дата основания цеха древесноволокнистых плит 25 декабря 1973 года. В 1980 году продукция цеха получила Всесоюзный знак качества. В 1987 году был налажен выпуск древесноволокнистой плиты с рисунком. В 2000 году объём выпуска продукции цеха древесноволокнистых плит достиг 11 млн кв. метров, а в 2008 году — 13 млн кв. метров.
В ходе политики приватизации начала 90-х гг. XX в. предприятие было преобразовано в закрыто акционерное общество. В 1994 году был запущен цех по производству обоев на немецком оборудовании. 2 августа 1999 года предприятие было реорганизовано в закрытое акционерное общество работников. В 2000 году было освоено производство дуплексных обоев. В 2003 году на заводе была установлена и введена в эксплуатацию вторая обоепечатная машина, что позволило выпускать гофрированные, акриловые и моющиеся обои. В 2004 году благодаря приобретению линии поперечной резки бумаги было увеличено производство бумаги потребительских форматов.
Пожар, произошедший в 2016 году, нанёс огромный ущерб предприятию, замедлил темпы развития и промышленного производства завода.

## Пожар 2016 года
В ночь с 16 на 17 августа 2016 года на площади порядка 700 квадратных метров на территории цеха по производству бумаги произошёл пожар. Сигнал о пожаре поступил на пульт пожарной охраны в 00:42 17 августа 2016 года. К ликвидации пожара были привлечены подразделение пожарно-сторожевой охраны Туринского ЦБЗ, подразделение 87 пожарно-спасательной части (г. Туринск), а также пожарные подразделения из соседних городов Тавды и Ирбита. К моменту приезда пожарных из горящего цеха по производству бумаги самостоятельно эвакуировались находившиеся внутри 50 человек. Обошлось без пострадавших. На месте пожара был организован штаб тушения. Силами 34 пожарных огонь был локализован к 03:05 часам. Полностью ликвидировать горение удалось лишь к 5:48 часам 17 августа, начат разбор сгоревших конструкций.
 Предварительный ущерб от пожара составил 300 млн руб., из которых 196 млн пришлись на поврежденное оборудование.

## Влияние на жизнь города
Своим образованием и развитием Туринскому ЦБЗ обязан микрорайон, возникший вокруг завода. Жители Туринска называют его «посёлок ЦБЗ», хотя микрорайон является неотъемлемой частью г. Туринска. На этапе становления (конец 30-х — 40-е гг. XX в.) вокруг завода для проживания рабочих были построены дома барачного типа, которые и послужили началом микрорайона.
В «посёлке ЦБЗ» (ныне практически вся юго-восточная часть города) функционируют объекты социальной инфраструктуры, так или иначе связанные с Туринским ЦБЗ. Таковым, например, является Дворец культуры Туринского целлюлозно-бумажного завода. Здание построено во 2 половине 80-х гг. вместо прежнего, ветхого деревянного клуба. Также неподалеку от проходной завода расположены гостиница Туринского ЦБЗ и общежитие, кафе «Россиянка» (ООО «Кухни Урала»), ранее являвшееся ведомственным.
С конца 1960-х гг. Туринский целлюлозно-бумажный завод начинает активное участие в развитии г. Туринска и Туринского района. Завод стал одним из первых крупных предприятий города, начавших массовое строительство многоквартирного жилья в городе в конце 60-х годов. Помимо жилья заводом строились и другие социально-значимые объекты города, функционировали садовые товарищества и гаражные кооперативы, работало подсобное хозяйство.

## Влияние на экологию
Как любое крупное промышленное предприятие, Туринский ЦБЗ оказывает влияние на экологическую обстановку.
Использование при производстве продукции различных химических реагентов (натрия гипохлорит, каолин, глинозем и др.), большинство из которых обладают повышенной токсичностью, требует особых условий обеспечения экологической безопасности на всех этапах производства. Для предотвращения выбросов токсичных веществ в атмосферу на предприятии используется система удерживающих фильтров.
При производстве продукции используется колоссальный объём воды, забор которой осуществляется из реки Туры. Затем промышленные стоки возвращаются в реку, но уже очищенными. На предприятии очистка сточных вод осуществляется на очистных сооружениях биологической очистки (с аэротенками и пневматической аэрацией). Качество сточных вод предприятия, поступающих в Туру, а также эффективность работы очистных сооружений контролируется центральной заводской лабораторией, в соответствии с графиком контроля.
Однако, несмотря на все предпринимаемые сотрудниками и руководством предприятия меры по охране экологии, Туринский ЦБЗ неоднократно подвергался критике со стороны журналистов и общества. Но у контролирующих органов по итогам проведения проверок претензий к предприятию не возникало.